# Thomas de Rouck
Thomas de Rouck (Bergen op Zoom, keresztelő 1592. január 21. – 1660. szeptember 5., Bergen op Zoom), szülővárosa, Bergen op Zoom polgármestere, heraldikai író.

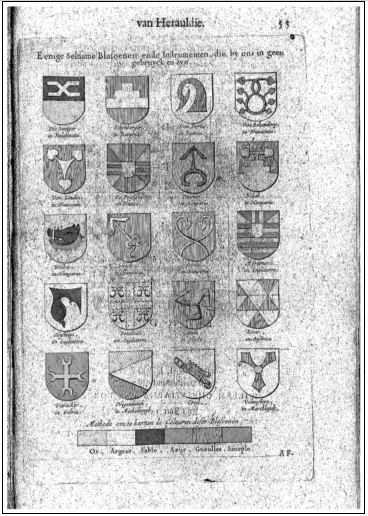
Vonalkázott címerek Thomas de Rouck 1645-ös művéből

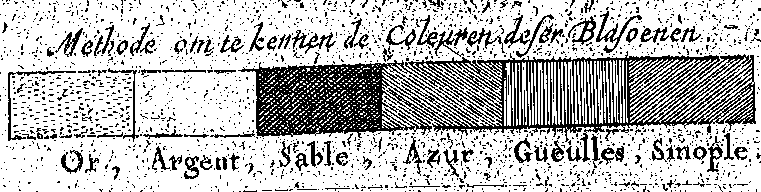
A színjelölési táblázat nagyítása Thomas de Rouck 1645-ös művéből

1673-as műve szerint metszeteit valószínűleg rokona készítette. A műben látható Lambertus de Rycke (†1658) vikárius arcképét W[illem] de Rouck  metszette. Van Ettro szerint de Rouck ismerte Zangrius színjelölési rendszerét, melyet a saját művében (1645) is felhasznált. Valószínűleg azonban Butkens is ismerte Zangrius címerlapját (bár jobban eltért a színjelölési rendszerétől mint de Rouck), mert a színek vonalkázására ugyanazt az ovális pajzsba foglalt ábrát használta, mint Zangrius.   
1643-as művében saját színjelölési módszert hozott létre. 

## Művei
- Thomas de Rouck: Den Nederlandtschen Herauld ofte Tractaet van wapenen, en politycken Adel. Amsterdam, 1645. A színjelölési táblázat a könyv második részében az 55. lapon látható.

- Thomas de Rouck: Adelyk tooneel of historische beschrijvinge van allerley trappen van adeldom en ridderl. ordens. Amsterdam, 1673